# アギトプンクト

クリン-9の軍事部隊クラブの宣伝ポイント（1976年）

アギトプンクト（露: агитпункт, ラテン文字表記: agitpunkt, 「宣伝局」)は、ソ連の政府機関。1919年5月13日に労働者と農民の国防評議会にて設立され、政治的なプロパガンダの中心的役割を担った。十月革命の完遂を目指し、新聞、ポスター、レコード、文学作品など様々媒体でボリシェヴィキ・赤軍のプロパガンダ活動を行い、ソ連建国後の大祖国戦争期においても活動している。
英語のagitating point（アジテーティング・ポイント）並びにその省略形アジトに相当する。